# Bernard Garnier
Bernard Garnier (zm. prawdopodobnie ok. 1453) – francuski duchowny katolicki. W okresie wielkiej schizmy zachodniej popierał antypapieża Benedykta XIII i pozostał mu wierny nawet po Soborze w Konstancji. W zamian otrzymał od niego kilka beneficjów w południowej Francji. Został wymieniony w bulli papieża Marcina V z lipca 1420 jako jeden ze zwolenników schizmy. Wraz z nim wymieniony został jego przyjaciel Jean Carrier, który w 1422 został mianowany pseudokardynałem przez Benedykta XIII. Jednocześnie pozostawał w służbie hrabiego Armagnac Jana IV, również stronnika antypapieża. W 1425 sprawował funkcję zakrystiana w Rodez.
Po śmierci Benedykta XIII trzech z czterech popierających go kardynałów wybrało w Peniscoli antypapieża Klemensa VIII, sojusznika króla Aragonii Alfonsa V. Jean Carrier jako jedyny nie uznał tego wyboru i 12 listopada 1425 potajemnie naznaczył na papieża Bernarda Garniera, który obrał imię Benedykt XIV. Wyboru tego nie ogłosił jednak publicznie, początkowo nie poinformował o nim nawet swego protektora, hrabiego Jana IV. Przez następne cztery lata Carrier i Garnier żyli na terenie hrabstwa pod opieką Jana IV, który uznawał Klemensa VIII. Oficjalnie Garnier nadal wykonywał obowiązki zakrystiana. Dopiero 29 stycznia 1429 Carrier poinformował hrabiego o dokonanym przez siebie wyborze antypapieża Benedykta XIV, przy czym w liście z tego dnia nie ujawnił, kto konkretnie kryje się pod tym imieniem. Niezdecydowany hrabia Jan IV szukał porady u Joanny d’Arc, pytając ją w liście z lipca 1429, który z trzech papieży jest legalny: Marcin V, Klemens VIII czy Benedykt XIV. Hrabia był jednak w owym czasie już pod silną presją ze strony Rzymu, gdyż Marcin V w marcu 1429 ekskomunikował go i wezwał do krucjaty przeciw niemu. W tym stanie rzeczy, na początku 1430 podporządkował się Rzymowi. Trzy lata później hrabia Foix schwytał Jeana Carriera, który zmarł w więzieniu.
Losy Bernarda Garniera w latach 1429–1437 nie są znane. W 1437 ponownie udokumentowany jest jako zakrystian Rodez i wybrany został na stanowisko bajlifa, co wskazuje, że przynajmniej oficjalnie musiał uznawać rzymskich papieży Marcina V i Eugeniusza IV. W 1450 Jean d’Estaing oskarżył go przed parlamentem w Tuluzie o to, że w przeszłości należał do stronnictwa schizmatyka Jeana Carriera. Bernard zaprzeczył, oświadczając, że służył wyłącznie hrabiemu Janowi IV d’Armagnac. Ostatnie wiadomości o nim pochodzą z roku 1453, a w 1467 był wspominany jako zmarły już od dłuższego czasu.
Jedynym źródłem identyfikującym Garniera jako antypapieża Benedykta XIV są protokoły z procesu rodziny Trahinier w diecezji Rodez w 1467, która odmawiała uznawania papieży w Rzymie i twierdziła, że należy do grupy zwolenników Jeana Carriera. Według zeznań rodziny Trahinier, Garnier pozostał antypapieżem aż do śmierci i mianował kardynałem niejakiego Jeana Faralda. Po śmierci Garniera Farald naznaczył na papieża Jeana Carriera młodszego (bratanka i imiennika zmarłego w 1433 kardynała Carriera), który przyjął imię Benedykt XV. Jeśli zeznania Trahinierów są prawdziwe, Garnier musiał prowadzić swą działalność w głębokiej konspiracji, gdyż publicznie uznawał rzymskich papieży i mimo oficjalnie formułowanych zarzutów wypierał się jakichkolwiek związków z kardynałem Jeanem Carrierem i jego zwolennikami.